# Markus Gabriel

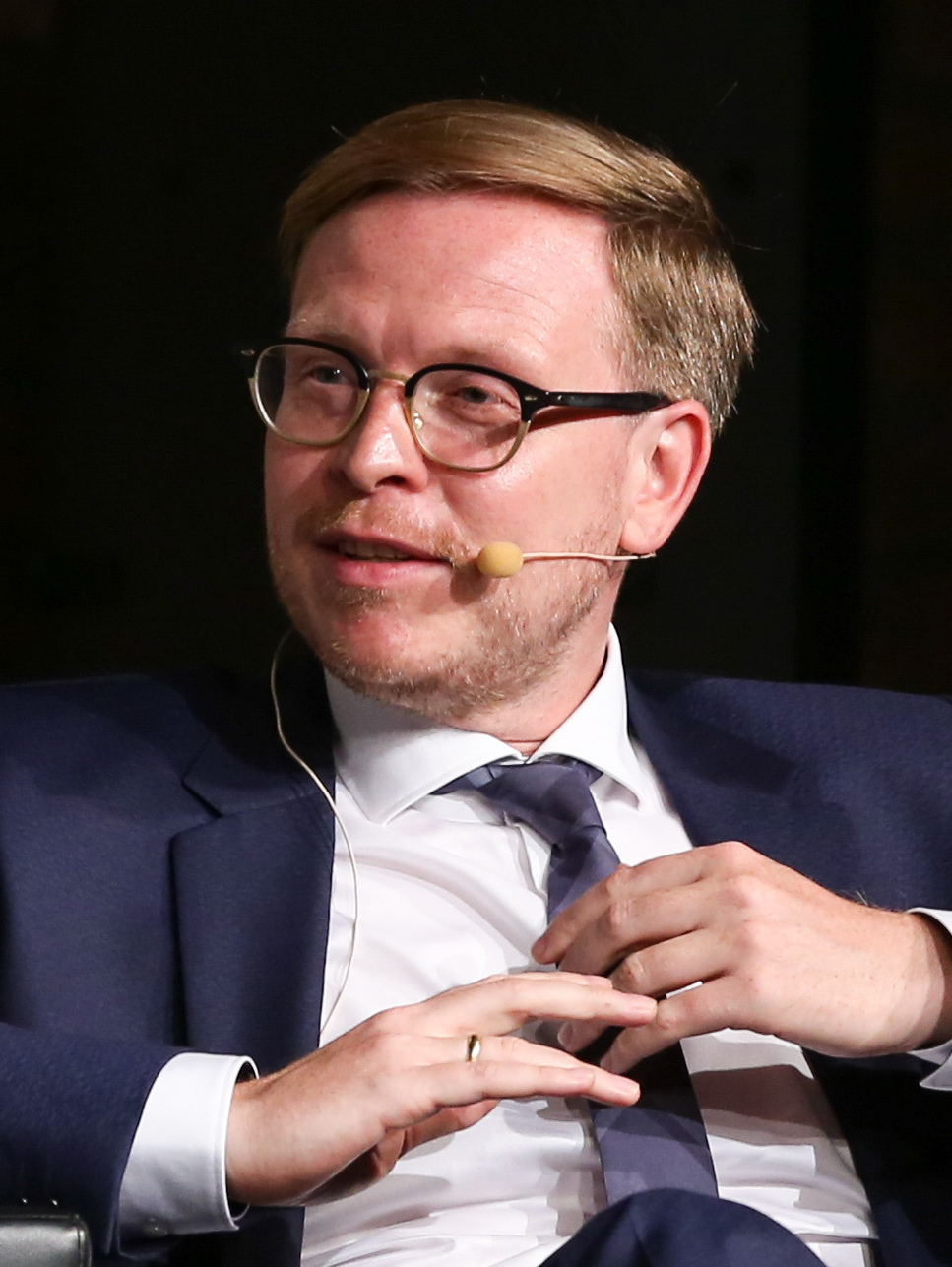
Markus Gabriel (2020)

Markus Gabriel (geboren 6. April 1980 in Remagen) ist ein deutscher Philosoph, Buchautor und Vertreter des Neuen Realismus. Er lehrt seit 2009 als Professor an der Universität Bonn, veröffentlicht neben Fachliteratur auch populärwissenschaftliche Bücher und war von 2022 bis 2024 Academic Director der Hamburger Denkfabrik The New Institute von Erck Rickmers.

## Leben

### Berufliche Laufbahn
Gabriel studierte Philosophie, Klassische Philologie, Neuere Deutsche Literatur und Germanistik in Hagen, Bonn und Heidelberg. Dort wurde er 2005 bei Jens Halfwassen und Rüdiger Bubner über die Spätphilosophie Schellings grundständig promoviert. 2005 war er Gastforscher an der Universität Lissabon, 2006–2008 Akademischer Rat auf Zeit in Heidelberg. 2008 folgte in Heidelberg seine Habilitation über Skeptizismus und Idealismus in der Antike.
2008/2009 war er Assistenzprofessor am Department of Philosophy der New School for Social Research in New York City. Seit Juli 2009 hat Gabriel den Lehrstuhl für Erkenntnistheorie, Philosophie der Neuzeit und der Gegenwart an der Universität Bonn inne. Damit wurde er mit nur 29 Jahren zum deutschlandweit jüngsten Lehrstuhlinhaber im Fach Philosophie berufen.
Er erhielt seither Rufe an die Universität Helsinki und auf den Lehrstuhl für theoretische Philosophie an der Universität Heidelberg. Er ist regelmäßiger Gastprofessor an der Sorbonne in Paris (Paris 1-Panthéon Sorbonne), wo er gemeinsam mit Jocelyn Benoist ein Forschungszentrum über die Ansätze des Neuen Realismus in der Gegenwartsphilosophie leitet. Seit 2020 ist er außerdem „Distinguished Lecturer in Philosophy and the New Humanities“ an der New School for Social Research in New York City. An der Universität Bonn leitet er das Internationale Zentrum für Philosophie NRW sowie das multidisziplinäre Center for Science and Thought, das sich mit philosophischen Grenzfragen der gegenwärtigen Naturwissenschaften beschäftigt. Seit 2021 ist Gabriel Direktor des Programms „The Foundations of Value and Values“ der Hamburger Denkfabrik The New Institute, seit 2022 Academic Director.
Gabriel hatte unter anderem Gastprofessuren an der UC Berkeley, der New York University sowie an vielen Universitäten in Lateinamerika und Asien inne. Er gilt weltweit als einer der führenden und bekanntesten deutschen Gegenwartsphilosophen. Er ist Träger des Ruprecht-Karls-Preises und des Paolo Bozzi Preises für Ontologie, der von der Universität Turin vergeben wird. Außerdem erhielt er für seine Forschung Stipendien der Studienstiftung des Deutschen Volkes, des DAAD und der Alexander von Humboldt-Stiftung.

### Privates
Gabriel ist mit der Amerikanistin und Sängerin Stefanie Gabriel, geb. Boens verheiratet. Der Ehe entstammen zwei Töchter.

## Werk
Gabriels Werk wird dem Neurealismus und dem Spekulativen Realismus zugerechnet. Seine Schriften sind in über fünfzehn Sprachen übersetzt worden. Einige seiner Bücher wurden zu internationalen Bestsellern.
Gabriel spricht sich für den Neurealismus, gegen den Physikalismus, gegen den Neurozentrismus und für den Moralischen Realismus aus.

### Neurealismus
Der Neurealismus (englisch New Realism) wurde von Maurizio Ferraris, Mario De Caro und anderen italienischen Philosophen begründet. Diese philosophische Position ist mit dem Spekulativen Realismus verwandt. Beide grenzen sich vor allem vom europäischen Konstruktivismus ab.
Gabriel begründet eine neue realistische Metaphysik. Für ihn gibt es Objekte innerhalb und außerhalb des Geistes. Objekte sind also auch Gedanken über Objekte. Gemäß seiner realistischen Ontologie der Objekte umfasse die Welt neben materiellen Objekten bspw. auch Gefühle, Ideen, Konzepte und Kategorien.
Gabriel charakterisiert den Begriff der Sinnfelder, von denen es unbegrenzt viele gebe, und entwickelte damit seine These, die Welt gebe es nicht.
Während Immanuel Kant auf eine prinzipielle Unerkennbarkeit der Welt für den Menschen schließt, meint Gabriel, es gebe keine Regel, mit der alle ihre Zusammenhänge beschreibbar seien (bspw. eine Weltformel). Er kritisiert Kants Position der Unerkennbarkeit der Welt (das „Ding an sich“) mit dem Argument, dass „die Welt“ als Totalität in Wirklichkeit nicht existiere; es gebe überabzählbar viele „Sinnfelder“, in denen Objekte im Geist erscheinen (z. B. in einem naturwissenschaftlichen Sinnfeld oder in einem ökonomischen Sinnfeld).
Erkenntnis geschehe stets innerhalb der Regeln des jeweiligen Sinnfeldes. Alle Phänomene – egal ob materielle oder geistige – werden in diesem Konzept eines ontologischen Pluralismus gleich behandelt.
Damit kombiniert er einen ontologischen Realismus mit einem pluralistischen Realismus, also die Vorstellung, dass die Wirklichkeit teilweise unabhängig vom erkennenden Subjekt existiert, mit der Idee, dass sie keinen umfassenden Zusammenhang bildet. Damit werde ein naturwissenschaftlicher Fundamentalismus ebenso wie die rein konstruktivistische Position der Erkenntnistheorie vermieden.

### Anti-Neurozentrismus
In seiner Monographie Ich ist nicht Gehirn: Philosophie des Geistes für das 21. Jahrhundert von 2015 wies er die Ansprüche einiger Hirnforscher zurück, eine biologisch-organische Erklärung des Denkens zu finden. Der Sinn des Denkens (2018) greift die Erwartung an, dass künstliche Intelligenz jemals würde denken können. Mit diesen Positionen steht Gabriels Neuer Realismus dem Spekulativen Realismus nahe.

### Anti-Physikalismus
Eine einführende Gesamtdarstellung seiner Position zur Ontologie veröffentlichte er 2013 in Warum es die Welt nicht gibt, dem ersten Band einer Trilogie. In zwei folgenden Bänden, die bei Suhrkamp erschienen sind, hat er seine realistisch-pluralistische Ontologie dann ausführlich philosophisch positioniert und in der Fachdiskussion verteidigt: Sinn und Existenz. Eine realistische Ontologie (2016) und Fiktionen (2020).
Seine Abgrenzung von der philosophischen Strömung des Radikalen Konstruktivismus ebenso wie von der Systemtheorie Luhmanns legt Gabriel ausführlich in dem Buch Die ewige Wahrheit und der Neue Realismus. Gespräche über (fast) alles, was der Fall ist (2019) dar. Dieses Gesprächsbuch mit dem Wissenschaftsautor Matthias Eckoldt gibt einen umfassenden Überblick über Gabriels Denken und diskutiert unter anderem auch seinen Wahrheitsbegriff in Anlehnung an Karl Popper: „Wenn bei der Wahrheitsfindung etwas narrativ allzu elegant ist, spricht dies tendenziell dagegen, dass da die Wahrheit liegt, weil es [sich] uns als zu wenig fallibel, also als zu wenig irrtumsanfällig darstellt. Da hat Karl Popper etwas Richtiges gesehen mit seinem Fallibilismus.“

### Moralischer Realismus
Der moralische Realismus besagt, dass es objektive Tatsachen gibt, die moralischen Wahrheiten entsprechen. Er ist eine Grundposition der Metaethik.
Gabriel meint, dass es objektive, unserem Geist inhärente Tatsachen gibt, die vorgeben, wie wir moralisch handeln. Aufgrund komplizierter Einbettungen in nicht-moralische Zusammenhänge seien aber nicht alle moralischen Tatsachen leicht erkennbar. Deshalb müssten alle wissenschaftlichen Disziplinen kooperieren, um das moralisch Richtige zu finden.

## Positionen
Markus Gabriel übt ökonomische und moralische Kritik an den sozialen Plattformen und Medien. In einem ausführlichen Gespräch mit dem Philosophen René Scheu sagte er erstens: „Notorische User arbeiten in der Aktivzeit nicht für sich, sie arbeiten für andere. Das erkennen Sie mitunter daran, dass sie am Abend total erschöpft sind. Sie verrichten entfremdete Arbeit für kalifornische Softwarekonzerne.“ Deshalb fordert er einen Mindestlohn für Internet-User. Und er sagt zweitens im Speziellen über Twitter: „Ich halte Twitter für eins der demokratiegefährdendsten Systeme überhaupt. Es ist geradezu unmoralisch, auf Twitter zu sein.“ Denn Twitter habe nichts mit Nachrichten zu tun, es sei nichts anderes als „geballte, in kurze Sätze verpackte Aggression“. Und weiter: „Da werden Leute gegeneinander aufgehetzt und Institutionen fertiggemacht. Die Frage wäre, ob wir Twitter nicht sogar in der jetzigen Form verbieten müssten.“
In seinem Werk „Der Mensch als Tier. Warum wir trotzdem nicht in die Natur gehören“ (2022) entwickelt Gabriel die Position, dass Menschen die einzigen Tiere sind. Gemäß der „Projektionsthese“ macht sich der Mensch „ein Bild seiner selbst, in dem das Tiersein ein Mangelbegriff ist, weil es durch die Besonderheit ergänzt werden muss. Sodann stellt er sich vor, dass die anderen Tiere damit Menschen ohne diese Besonderheit und mithin Mängelwesen sind. Doch genau damit verfehlt man die Besonderheit der anderen Lebewesen und beginnt, die menschliche Nische, unsere Umwelt, mit der Natur an sich zu identifizieren.“ Das heißt: Mensch = Tier + X (wobei X = Vernunft), und umgekehrt: Tier = Mensch − X (wobei X = Vernunft). Das Buch wurde breit rezipiert.
Gabriel plädiert für das Konzept des ethischen Kapitalismus als Zukunftsmodell, um den vermeintlichen Widerspruch zwischen Ethik und kapitalistischer Praxis zu überwinden. Er argumentiert, dass der Kapitalismus trotz seiner teilweise kritisierten Eigenschaften wie soziale Kälte und Zynismus bedeutende Errungenschaften wie Massenwohlstand und technologische Innovationen hervorgebracht hat. Dennoch würden die freien Märkte nicht immer automatisch zu ethisch vertretbaren Ergebnissen führen.

## Öffentliche Wahrnehmung
Gabriel wurde einer breiteren Öffentlichkeit erstmals durch seine Zusammenarbeit mit dem Philosophen Slavoj Žižek bekannt, mit dem er 2009 ein Buch über Subjektivität im Deutschen Idealismus veröffentlichte. Der erste Band seiner populärphilosophischen Trilogie, Warum es die Welt nicht gibt (2013), wurde dann ein internationaler Bestseller. Die Süddeutsche Zeitung und die Frankfurter Allgemeine Zeitung attestierten diesem Buch, fundamentale philosophische Fragestellungen anschaulich und massentauglich „auf hohem Niveau“ aufzubereiten. Bert Rebhandl kommentierte hingegen im österreichischen Der Standard, das Werk sei eine „Mogelpackung“, in der „Gabriel als Intellektueller eine dürftige Figur“ abgebe.
Der Philosoph Peter Baumann, Professor am Swarthmore College, veröffentlichte 2010 in der Deutschen Zeitschrift für Philosophie eine äußerst negative Rezension zu Gabriels Buch An den Grenzen der Erkenntnistheorie. Baumann fasste am Ende der Rezension zusammen: „Zahlreiche der Interpretationen sind sehr fragwürdig. Schwerwiegender noch ist der Mangel an Argumenten und die Vielzahl argumentativer Sprünge und Konfusionen. Die Palette der Mängel und Schnitzer reicht von simplen Fehlern im Kleinen bis hin zu offener Inkonsistenz an zentraler Stelle.“
Die Philosophen Catharine Diehl und Tobias Rosefeldt argumentierten in einer Kritik an Gabriels Neuem Realismus, „dass die meisten von Gabriels Thesen verschiedene Lesarten zulassen, von denen die einen akzeptabel, aber philosophisch wenig originell, die anderen dagegen unplausibel und schlecht begründet sind.“ Gabriel antwortete im selben Band ausführlich auf diesen Vorwurf, wobei er Diehl und Rosefeldt einen Zitierfehler und inhaltliche Fehler und Missdeutungen vorwirft. In einer Replik verteidigten Diehl und Rosefeldt ihren Eindruck, dass Gabriels Thesen unklar, kaum durch Argumente gestützt und einer philosophischen Fachdiskussion nicht angemessen seien.
Der amerikanische Philosoph John Searle von der Universität Berkeley meinte 2016, Markus Gabriel sei „momentan der beste Philosoph in Deutschland“. Searle vertritt eine Gabriels Neuem Realismus nahestehende Position.
Der Philosoph Michael Pauen, Professor für Philosophie des Geistes an der Humboldt-Universität zu Berlin, bezeichnete Gabriel 2016 in einer sehr negativen Rezension zu dessen Buch Ich ist nicht Gehirn scherzhaft und geringschätzig als „Hochgeschwindigkeitsphilosoph“, der sich nicht eingehend mit dem tatsächlichen Stand der Diskussion, sondern lediglich „mit den Ladenhütern von vorgestern oder gar mit irgendwelchen Vogelscheuchen, die an die Stelle ernst zu nehmender Theorien treten“, beschäftigt habe. Pauen bezog sich bei dieser Kritik nicht auf etwaige Differenzen zwischen seinen und Gabriels philosophischen Ansichten. Der Tenor von Pauens Rezension war vielmehr, dass Gabriel sich vollmundig über philosophische Theorien und Themen äußere, von denen er nicht hinreichend viel verstehe. Auch die Philosophin Petra Gehring von der TU Darmstadt äußerte sich in einer FAZ-Rezension überwiegend negativ zu Gabriels Buch. Gehring schrieb u. a.: „Eher unkonzentrierte Problemreferate werden durch Polemik aufgepeppt, bis das Buch schließlich in einer Suada gegen ‚Neuromanie‘ und ‚Darwinitis‘ und mit vielen Ich-Bekenntnissen zur Freiheit endet.“ Darüber hinaus wies Gehring auch auf die „beachtliche Menge an Tippfehlern und Sprachschludrigkeiten“ in Gabriels Buch hin. Charles Taylor von der McGill University attestierte Gabriels Buch, die „flaws and contradictions in reductive theories of mind, based on natural science“ nachgewiesen zu haben. Huw Price von der Universität Cambridge bezeichnete Gabriel anlässlich der englischen Publikation seines Buchs Der Sinn des Denkens als „that rare beast, a serious academic philosopher with the wit and talent to write for non-academic audiences – the German equivalent of Simon Blackburn.“
Der Publizist René Scheu von der NZZ nannte Gabriel 2020, mit Blick auf seine beiden Bücher Moralischer Fortschritt in dunklen Zeiten und Fiktionen, einen „genuin originellen Denker, der mit den Klassikern auf Augenhöhe verkehrt“.
Der Literaturkritiker Günter Kaindlstorfer beschreibt, das Erfrischende an Markus Gabriels Ethik sei der Umstand, dass er im Gegensatz zu den postmodernen Begriffsverwirrern klare Vorstellungen davon formuliere, was ethisch geboten sei und was nicht. Gabriel schrecke auch vor umstrittenen Themen wie Abtreibung und linker Identitätspolitik nicht zurück. In einer Rezension schrieb Kaindlstorfer, Gabriel befleißige sich einer wohltuend klaren und verständlichen Sprache, was die Lektüre des Buchs Moralischer Fortschritt in dunklen Zeiten zu einer streckenweise wirklich anregenden Erfahrung mache.
Christian Weidemann, Philosoph an der Ruhr-Universität Bochum, veröffentlichte hingegen im selben Jahr eine extrem negative Rezension zu Gabriels Buch Moralischer Fortschritt in dunklen Zeiten. Obwohl Weidemann selbst – wie Gabriel – einen moralischen Realismus vertritt, attestierte er Gabriel u. a. zahlreiche sachliche Fehler sowie eine schludrige Sprache und wies auf viele argumentative Schwächen in Gabriels Buch hin. Er resümierte: „Die Vorstellung, dass Menschen Gabriels Werk lesen und es für ein Muster an philosophischer Differenzierungskunst halten könnten, ist Stoff für Albträume“.
Der Philosoph Peter Neumann rezensierte dieses Werk hingegen in der Zeit lobend als gelungene Kritik am „postmodernen Unsinn“.
Gabriel trat im Zuge seiner Buchveröffentlichungen seit 2013 weltweit vermehrt in Radio- und TV-Sendungen auf.

## Werke

### Monographien
- Markus Gabriel: Der Mensch im Mythos: Untersuchungen über Ontotheologie, Anthropologie und Selbstbewußtseinsgeschichte in Schellings „Philosophie der Mythologie“. In: Quellen und Studien zur Philosophie. Band 71. Walter de Gruyter, Berlin/New York City 2006, ISBN 978-3-11-019036-6 (513 S.).
- Markus Gabriel: Antike und moderne Skepsis zur Einführung. Junius, Hamburg 2008, ISBN 978-3-88506-649-1 (183 S.).
- Markus Gabriel, Slavoj Žižek: Mythology, Madness, and Laughter: Subjectivity in German Idealism. Continuum, New York/London 2009, ISBN 978-1-4411-9105-2 (202 S.).
- Markus Gabriel: Sinn und Existenz - Eine realistische Ontologie. Suhrkamp Verlag, Berlin 2016, ISBN 978-3-518-29716-2 (507 S.).
- Markus Gabriel: Neutraler Realismus. In: Thomas Buchheim (Hrsg.): Jahrbuch-Kontroversen 2. Verlag Karl Alber, 2017.
- Markus Gabriel: Eine Diskussion mit Markus Gabriel. Phänomenologische Positionen zum Neuen Realismus. Hrsg.: Peter Gaitsch, Sandra Lehmann, Philipp Schmidt. Turia + Kant, Wien/Berlin 2017, ISBN 978-3-85132-858-5 (260 S.).
- Markus Gabriel: Der Geist untersteht nicht den Naturgesetzen, sondern seinen eigenen Gesetzen. In: Matthias Eckoldt (Hrsg.): Kann sich das Bewusstsein bewusst sein? Carl-Auer Verlag GmbH, Heidelberg 2017, ISBN 978-3-8497-0202-1 (247 S.).
- Markus Gabriel, Malte Dominik Krüger: Was ist Wirklichkeit? Neuer Realismus und Hermeneutische Theologie. Mohr Siebeck, Tübingen 2018, ISBN 978-3-16-156598-4, urn:nbn:de:101:1-2018101713575527724178 (124 S.).
- Markus Gabriel, Csaba Olay: Welt und Unendlichkeit. Ein deutsch-ungarischer Dialog in memoriam László Tengelyi. Hrsg.: Sebastian Ostritsch. Verlag Karl Alber, Freiburg 2018, ISBN 978-3-495-48853-9 (2014 S.).
- Markus Gabriel: Der Sinn des Denkens. Ullstein Buchverlage GmbH, Berlin 2018, ISBN 978-3-550-08193-4 (366 S.).
- Markus Gabriel, Matthias Eckoldt: Die ewige Wahrheit und der Neue Realismus: Gespräche über (fast) alles, was der Fall ist. Carl-Auer Verlag GmbH, Heidelberg 2019, ISBN 978-3-8497-0312-7 (262 S.).
- Markus Gabriel: Neo-Existentialismus. Verlag Karl Alber, Freiburg/München 2020, ISBN 978-3-495-49047-1 (171 S.).
- Markus Gabriel: Fiktionen. Suhrkamp Verlag, Berlin 2020, ISBN 978-3-518-58748-5 (636 S.).
- Markus Gabriel: Moralischer Fortschritt in dunklen Zeiten: universale Werte für das 21. Jahrhundert. Ullstein Buchverlage GmbH, Berlin 2020, ISBN 978-3-550-08194-1 (368 S.).
- Markus Gabriel: Redliches Denken: Grundlagen der Ethik aus philosophischer Sicht : ein Essay. West-Östliche Weisheit Willigis Jäger Stiftung, Würzburg 2020, ISBN 978-3-9819150-5-1 (44 S.).
- Markus Gabriel, Gert Scobel: Zwischen Gut und Böse: Philosophie der radikalen Mitte. Edition Körber, Hamburg 2021, ISBN 978-3-89684-287-9 (320 S.).
- Markus Gabriel: Die Macht der Kunst. Merve, Leipzig 2021, ISBN 978-3-88396-341-9 (104 S., Originaltitel: Le pouvoir de l’art. Übersetzt von Max Seeth).
- Markus Gabriel, Graham Priest: Everything and Nothing. Polity Press, Cambridge 2022, ISBN 978-1-5095-3746-4 (207 S.).
- Markus Gabriel: Der Mensch als Tier: Warum wir trotzdem nicht in die Natur passen. Ullstein Buchverlage GmbH, Berlin 2022, ISBN 978-3-550-20117-2 (350 S.).
- Markus Gabriel: Liebe Kinder oder Zukunft als Quelle der Verantwortung. Kjona, München 2023, ISBN 978-3-910372-08-5 (90 S.).
- Markus Gabriel: Gutes tun - Wie der ethische Kapitalismus die Demokratie retten kann. ullstein, Berlin 2024, ISBN 978-3-550-20311-4 (240 S.).

### Populärwissenschaftliche Bücher
- Warum es die Welt nicht gibt, Ullstein Buchverlage GmbH, 2013, ISBN 978-3-548-37568-7
- Ich ist nicht Gehirn: Philosophie des Geistes für das 21. Jahrhundert, Ullstein, 2015, ISBN 978-3-548-37680-6.

- Markus Gabriel, Christoph Horn, Anna Katsman, Wilhelm Krull, Anna Luisa Lippold, Corine Pelluchon und Ingo Venzke. Auf dem Weg zu einer Neuen Aufklärung: Ein Plädoyer für zukunftsorientierte Geisteswissenschaften, The New Institute. Interventions, Hamburg 2022, ISBN 978-3-8376-6635-9
- Sätze über Sätze. ABC des wachen Denkens. Kuratiert, redigiert und ediert von René Scheu. Kein & Aber, Zürich 2023, ISBN 978-3-0369-5021-1.

### Editionen (Herausgeber, Mitherausgeber bzw. Mitbearbeiter)
- Jens Halfwassen, Markus Gabriel, Stephan Zimmermann (Hrsg.): Philosophie und Religion. Winter, Heidelberg 2011, ISBN 978-3-8253-5863-1 (329 S., Konferenzschrift, 2008).
- Markus Gabriel (Hrsg.): Skeptizismus und Metaphysik. Akad.-Verl., Berlin 2011, ISBN 978-3-05-005171-0 (356 S.).
- Markus Gabriel, Stefan Heyne (Illustrator): Stefan Heyne - Naked light: die Belichtung des Unendlichen. Hrsg.: Gisbert Porstmann. Hatje Cantz, Ostfildern 2014, ISBN 978-3-7757-3841-5 (128 S., anlässlich der Ausstellung Stefan Heyne - Naked Light. Die Belichtung des Unendlichen, Städtische Galerie Dresden - Kunstsammlung, 14. Juni bis 14. September 2014).
- Markus Gabriel (Hrsg.): Der Neue Realismus. Suhrkamp, Berlin 2014, ISBN 978-3-518-29699-8 (422 S., Konferenzschrift, 2013).
- Erwin Wurm, Björn Egging, Markus Gabriel: Erwin Wurm - Fichte. Hrsg.: Ralf Beil. Kunstmuseum Wolfsburg, Baden-Baden 2015, ISBN 978-3-945364-04-8 (109 S.).
- Markus Gabriel, Wolfram Hogrebe, Andreas Speer (Hrsg.): Das neue Bedürfnis nach Metaphysik = The new desire for metaphysics. Walter de Gruyter, Berlin/Boston 2015, ISBN 978-3-11-044129-1 (292 S.).
- Matthias Eckoldt: Kann sich das Bewusstsein bewusst sein? Gespräche mit Dirk Baecker, Markus Gabriel, John-Dylan Haynes, Philipp Hübl, Natalie Knapp, Christof Koch, Georg Kreutzberg, Klaus Mainzer, Muhô Nölke, Michael Pauen, Johannes Wagemann und Harald Walach. Heidelberg 2017.
- Philip Freytag: Die Rahmung des Hintergrunds : eine Untersuchung über die Voraussetzungen von Sprachtheorien am Leitfaden der Debatten Derrida - Searle und Derrida - Habermas. Hrsg.: Markus Gabriel. Vittorio Klostermann, Frankfurt am Main 2019, ISBN 978-3-465-04358-4 (542 S.).
- Markus Gabriel, Jan Voosholz (Hrsg.): Top-Down Causation and Emergence. Springer Nature Switzerland AG, Cham 2021, ISBN 978-3-03071898-5 (424 S.).

## Sekundärliteratur
- Albert Meier: Fakten und Interpretationen - Interpretationen und Fakten. Philologisch-philosophische Bemerkungen in Sachen Neuer Realismus. 2018.